# Premio de cine de Bremen
El Premio de Cine de Bremen es un premio de cine que se otorga desde 1995 en la ciudad alemana de Bremen.

## Ganadores del premio
- 1999: Bruno Ganz, actor suizo.
- 2000: Agnès Varda, directora francesa.
- 2001: Tilda Swinton, actriz británica.
- 2002: Marcel Ophüls, director francés.
- 2003: Karl Baumgartner, productor y distribuidor.
- 2004: Kati Outinen, actriz finlandesa.
- 2005: Jean-Pierre y Luc Dardenne, directores, guionistas y productores belgas.
- 2006: Ken Loach, director y guionista británico.
- 2007: Bettina Böhler, editora alemana.
- 2008: Lars von Trier, director danés.
- 2009: Nina Hoss, actriz alemana.
- 2010: Ulrich Seidl, director, guionista y productor austriaco.
- 2011: Alberto Iglesias, compositor español.
- 2012: Caroline Champetier, camarógrafa francesa.
- 2013: Béla Tarr, director húngaro.

## Vestuario
- 1999: Jack Kraska
- 2000: Marikke Heinz-Hoek
- 2001: Astrid Küwer
- 2002: Isolde Loock
- 2003: Dieter Begemann
- 2004: Kirsten Brünjes
- 2005: Mechtild Böger
- 2006: Elke Priess
- 2007: Benjamin Blanke